# Tiszacsege
Tiszacsege [tisačege] je město ve východním Maďarsku v župě Hajdú-Bihar, spadající pod okres Balmazújváros, blízko hranic se župou Borsod-Abaúj-Zemplén. Leží v blízkosti Národního parku Hortobágy. Nachází se asi 46 km severozápadně od Debrecínu. V roce 2015 zde žilo 4 713 obyvatel. Podle údajů z roku 2001 zde bylo 97 % obyvatel maďarské a 3 % obyvatel romské národnosti.
Blízko města protéká řeka Tisa. Nejbližšími městy jsou Balmazújváros, Mezőcsát, Polgár a Tiszafüred. Blízko jsou též obce Ároktő, Egyek, Hortobágy, Nagyiván a Újszentmargita.
Velkou potíží při dopravě je chybějící most přes řeku Tiszu, takže je nutné pro přepravu na druhý břeh řeky, především do blízké obce Ároktő, použít dopravu trajektem.
Nachází se zde termální lázně Tiszacsegei Termálstrand.